# بخش جکسون (شهرستان شلبی، اوهایو)
بخش جکسون (به انگلیسی: Jackson Township) یک منطقهٔ مسکونی در ایالات متحده آمریکا است که در شهرستان شلبی، اوهایو واقع شده‌است.
 بخش جکسون ۹۶٫۹ کیلومتر مربع مساحت و ۲٬۳۴۶ نفر جمعیت دارد و ۳۱۳ متر بالاتر از سطح دریا واقع شده‌است.